# مدیریت مرغ دریایی
مدیریت مرغ دریایی یا مدیریت به سبک مرغ دریایی، یکی از انواع مدیریت است که در آن، مدیر فقط هنگامی با کارکنان خود تعامل دارد که آنها به مشکلی جدی گرفتار شده باشند. این نوع مدیریت دربردارنده تصمیم گیری شتابزده در مورد چیزهایی است که مدیر شناخت اندکی از آنها داشته و این مسئله به ایجاد محیطی برهم ریخته می‌انجامد که دیگران باید آن را اصلاح کنند.
این عبارت نخستین بار توسط کن بلانچارد در کتابی با عنوان مدیر یک دقیقه‌ای به کار رفت. او در این کتاب می‌نویسند: «مدیرانی که سبک مرغ دریایی را در پیش می‌گیرند بر سر کارکنان می‌آیند، سر و صدای زیادی به راه می‌اندازند، همه را محکوم کرده و سپس آنجا را ترک می‌کنند.»
مدیری که به شیوه مرغ دریایی رفتار می‌کند، فقط هنگامی که کارکنانش با مشکلی بزرگ روبرو هستند با آنها تعامل دارد و به ندرت از آنها به خاطر کارهایی که به خوبی انجام داده‌اند تقدیر می‌کند. وقتی مشکلی به وجود می‌آید، این دسته از مدیران معمولاً به دنبال یافتن دلیلی برای محکوم کردن افراد مختلف هستند و به این ترتیب می‌خواهند خود را فردی مهم جلوه دهند. آنها از دیگران انتقاد می‌کنند، اما در عین حال کمک چندانی به حل مسئله نمی‌کنند.
سبک مدیریتی مرغ دریایی می‌تواند نشانگر مدیری باشد که آموزش ندیده، کم تجربه است یا اینکه به تازگی به این سمت منصوب شده است.